# This Godless Endeavor
This Godless Endeavor (dt.: Dieses gottlose Unternehmen) ist das sechste Musikalbum der US-amerikanischen Progressive/Thrash-Metal-Band Nevermore. Es wurde am 26. Juli 2005 via Century Media veröffentlicht.

## Entstehung
Aufgenommen wurde das Album im Backstage Recording Studio in Derbyshire. Produziert wurde das Album von Andy Sneap. Es war das erste Nevermore-Album, das außerhalb der USA aufgenommen wurde. James Murphy spielte bei The Holocaust of Thought als Gastmusiker ein Gitarrensolo.
Das Cover wurde von Hugh Syme entworfen. Das Layout und das Booklet wurden von Stefan Wibbeke gestaltet.

## Hintergrund
Sentient 6 befasst sich mit dem Thema künstliche Intelligenz. Es geht um eine Maschine, die ihren Schöpfer zu Gesicht bekommen will. Als sie feststellt, dass dies nicht möglich ist, wird sie wütend und will ihren Schöpfer zerstören. Medicated Nation kritisiert die Pharmaindustrie, die gegen alles Mögliche Arzneimittel herstellt und diese im Fernsehen auf penetrante Art bewirbt.
Das Lied A Future Uncertain hat einen praktisch identischen Text wie das Lied World Unborn vom 1992er-Demo. Die Musik ist allerdings komplett anders.

## Versionen
Das Album erschien auf CD und LP. Außerdem gibt es einen limitierten Digipak mit ausklappbarem Artwork.

## Titelliste
1. Born – 5:05
2. Final Product – 4:21
3. My Acid Words – 5:41
4. Bittersweet Feast – 5:01
5. Sentient 6 – 6:58
6. Medicated Nation – 4:01
7. The Holocaust of Thought – 1:27
8. Sell My Heart for Stones – 5:18
9. The Psalm of Lydia – 4:16
10. A Future Uncertain – 6:07
11. This Godless Endeavor – 8:55